# Circular C3
Das Circular C3 ist ein vom italienischen General Mario Roatta erlassenes Rundschreiben vom 1. März 1942 – eine Art Handbuch zur Partisanenbekämpfung – an die höheren Offiziere der 2. Armee im besetzten und teilweise annektierten Jugoslawien. Damit wollte Roatta die guten italienischen Soldaten (boni italiani) in Krieger verwandeln, in dem ihnen die faschistische Mentalität der Eroberer eingeimpft werden sollte. Roatta flößte seinen Soldaten ein, dass die barbarischen Partisanen und die sie unterstützende Zivilbevölkerung eine rassisch minderwertige Brut (Banditen, Bolschewiken und Gottlose) wären.

Balkankarte mit den italienisch annektierten und besetzten Gebieten

Zur Repression gegen die jugoslawische Untergrundbewegung wurde die gleiche Strategie der verbrannten Erde, der ethnischen Säuberungen, der Masseninternierung in italienische Konzentrationslager, der Geiselnahme, Geiselerschießung und der italienischen Kolonisation empfohlen, wie sie zuvor vom italienischen Militär in Afrika praktiziert worden war. Dabei hatte das Oberkommando der Zweiten Armee auch keine Einwände gegen die Evakuierung ganzer Regionen. In Ausmaß und Art unterschieden sich die italienischen Aktionen kaum von denen der Wehrmacht und der SS.
Da von den italienischen Armeen in Albanien, Mazedonien und Griechenland ähnlich verfahren wurde, kann das Circular C3 als Paradigma für die Repression durch den italienischen Generalstab auf dem Balkan gelten.